# Альварес Кайрелис, Римас
Римас Эстебан Альварес Кайрелис (исп. Rimas Esteban Álvarez Kairelis, родился 22 июля 1974 года в Кильмесе) — аргентинский регбист литовского происхождения, выступавший на позиции замка и фланкера (вторая и третья линии нападения). Имеет также гражданство Литвы.

## Биография

### Клубная карьера
В возрасте 7 лет Римас предпочёл регби футболу, начав тренироваться в клубе «Пукара», где работал тренером его отец. Окончил Национальный университет Ла-Платы (инженер-агроном). С 1992 по 2001 годы выступал за клуб «Пукара» (клуб регбийного союза Буэнос-Айреса), с 2001 по 2011 годы играл в чемпионате Франции (Топ-8, Топ-16 и Топ-14) за «Перпиньян» — туда он перешёл в качестве «медицинского джокера» вместе с Алехандро Альюбом.
В составе «Перпиньяна» провёл 175 игр в национальном чемпионате и 51 в Кубке Хейнекен, набрав 65 и 35 очков в турнирах соответственно благодаря попыткам. 24 мая 2003 года Альварес вышел в стартовом составе во второй линии с Жеромом Тионом на финальный матч Кубка Хейнекен против «Тулузы», который прошёл на Лэнсдаун Роуд в Дублине. «Перпиньян» проиграл 17:22, уступив трофей «Тулузе». В сезоне 2008/2009 он в финале Топ-14 помог команде обыграть «Монферран» со счётом 22:13. Карьеру завершил в сезоне 2011/2012, играя в том сезоне за «Перпиньян» в отсутствие ряда спортсменов, уехавших на Кубок мира в Новую Зеландию.
Тренер клуба Оливье Сайссе отказывался продавать Римаса, несмотря на щедрые предложения от других клубов, мотивируя это так: «Для меня он стоит на первом месте, и только после него — остальные игроки команды».

### В сборной
3 октября 1998 года Альварес дебютировал в регбийке аргентинской сборной в матче против Парагвая, выйдя на замену. 10 октября против Чили сыграл первый матч в стартовом составе; третью игру в том году 17 октября провёл против Уругвая. Перерыв между следующими играми составил два с половиной года: возвращение состоялось в мае 2001 года против Уругвая, США и Канады. В том же году он сыграл против Уэльса, Шотландии и Новой Зеландии.
В 2002 году Альварес сыграл шесть матчей: по три в июне и ноябре. В 2003 году Альварес летом сыграл пять тест-матчей, в том числе против Франции и ЮАР в июне, а 27 и 30 августа в играх против Уругвая и Канады набрал 15 очков благодаря попыткам (две Уругваю, одну Канаде). В том же году он дебютировал на Кубке мира, сыграв 2 матча против Намибии (победа) и Ирландии (поражение). В 2004 году он сыграл ещё два матча, прежде чем снова покинуть сборную на пару лет и вернуться в июне 2006 года. В 2007 году Альварес сыграл шесть матчей на Кубке мира, став бронзовым призёром. Последнюю игру провёл 13 июня 2009 года против Англии.

### Тренерская карьера
В 2019 году Альварес вернулся в «Перпиньян» на должность менеджера команды.

## Достижения

### Клубные
- Чемпион Франции: 2008/2009
- Финалист чемпионата Франции: 2003/2004, 2009/2010
- Финалист Кубка Хейнекен: 2002/2003

### В сборной
- Чемпион Южной Америки: 1998
- Бронзовый призёр чемпионата мира: 2007